# Söne Buss
Söne Buss var ett bussföretag med säte i Lidköping. Bolaget bildades 1927 av Albert Gustafsson i orten Söne utanför Lidköping.
Företaget omsatte cirka 250 miljoner kronor (2016) och hade cirka 500 anställda och över 200 bussar i trafik. Söne Buss hade verksamhet i bland annat Eksjö, Frövi, Karlskoga, Lidköping, Lindesberg, Mariestad, Nässjö, Söderköping och Västervik. Delar av trafiken var upphandlad av trafikhuvudmännen, genom Bivab där flera bussföretag samarbetar kring offentliga upphandlingar. Söne Buss lämnade Bivab 2018.
Den 1 mars 2019 gick företaget ihop med Sandarna Transporter och bytte namn till Connect Bus Sverige AB.